# Soziale Netzwerkanalyse

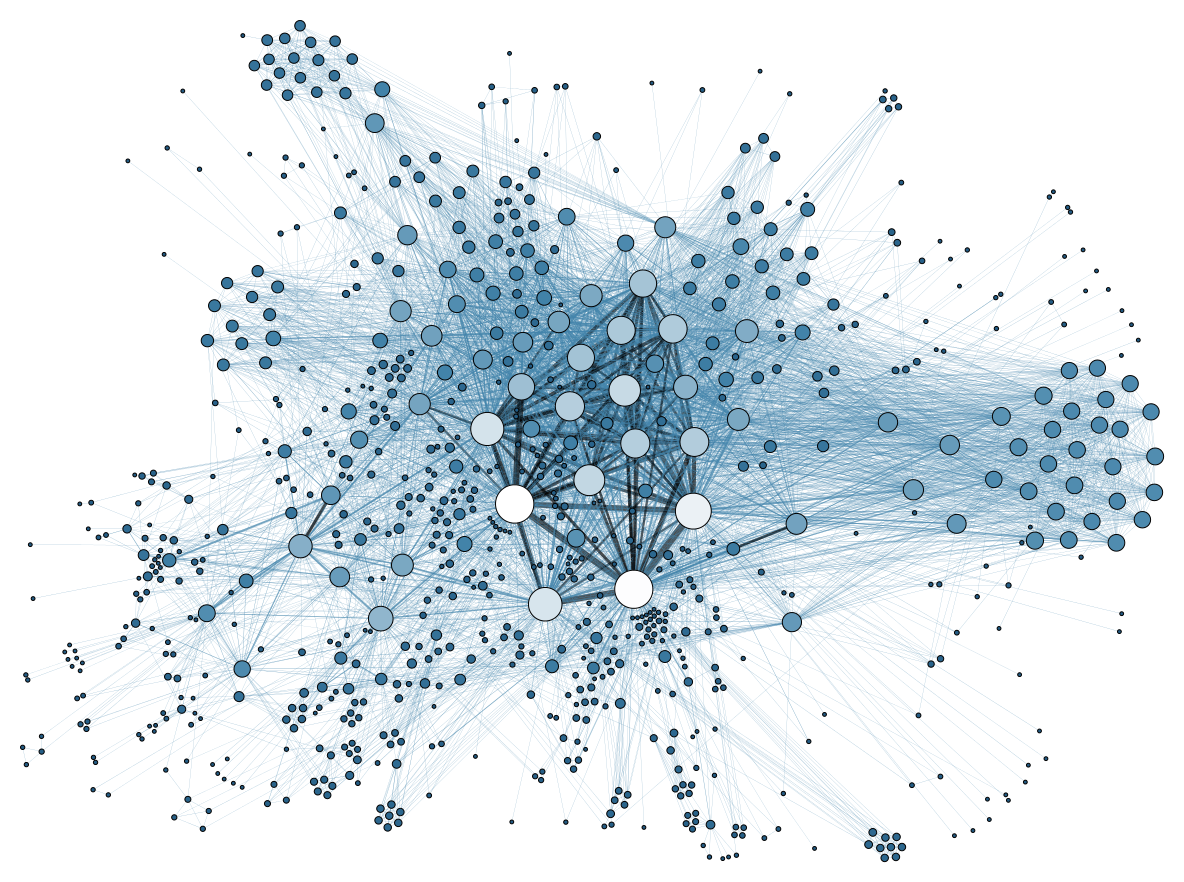
Visualisierung eines Sozialen Netzwerks: Briefwechsel zwischen Wissenschaftlern.

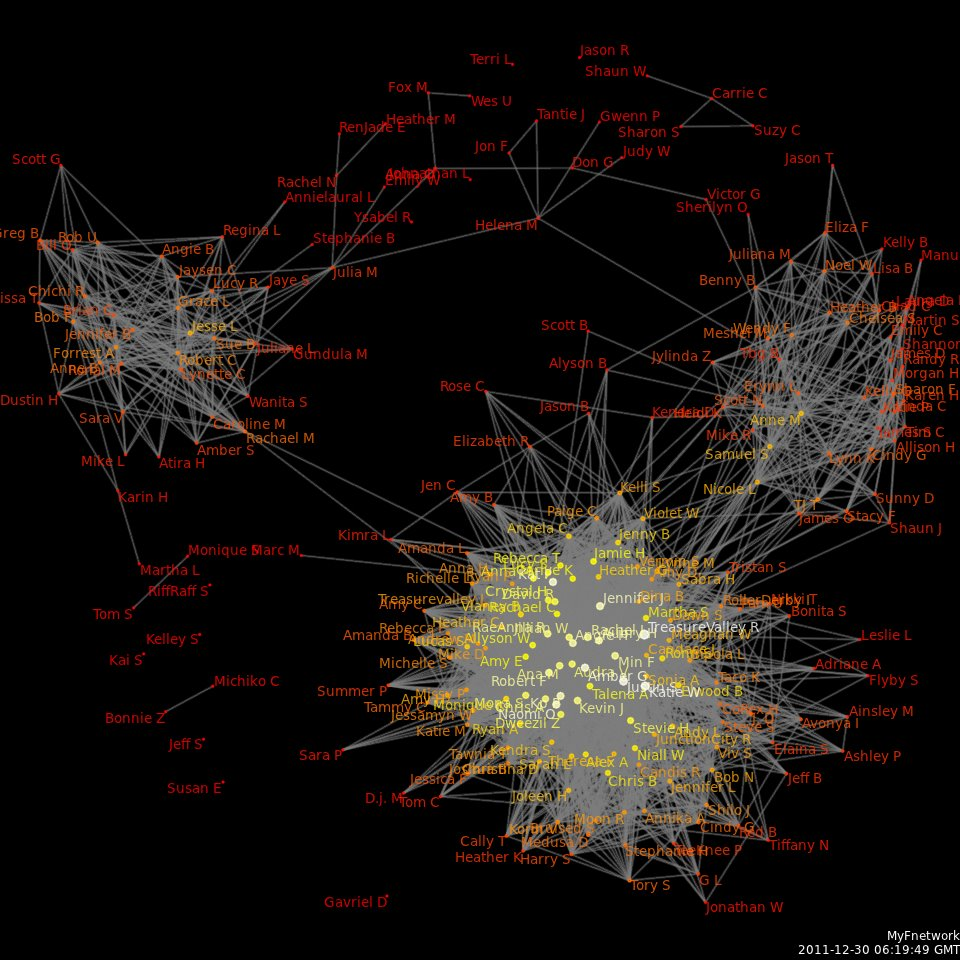
Visualisierung eines sozialen Netzwerks: „Freund“-Beziehungen zwischen Facebook-Nutzern.

Die soziale Netzwerkanalyse (SNA) ist eine Methode der empirischen Sozialforschung zur Erfassung und Analyse sozialer Beziehungen und sozialer Netzwerke. Die soziale Netzwerkanalyse propagiert eine bestimmte Sichtweise auf soziale Phänomene, die deren relationalen Charakter betont. Verbindungen und Interdependenzen zwischen Einheiten (beispielsweise Personen oder Organisationen) stehen im Vordergrund, nicht deren individuelle Attribute und Eigenschaften. Soziale Beziehungen und deren Struktur werden so zur Analyseeinheit selbst. Dies bildet den Unterschied zur klassischen Variablenpsychologie. Die Soziale Netzwerkanalyse beschreibt dementsprechend einen relationalen Forschungsansatz.

## Anwendung
Diese Erfassung und Analyse findet besonders Anwendung in der Psychologie beispielsweise im Rahmen von Organisationsberatungen und -entwicklungsprozessen sowie in der Soziologie, wie sie vom Netzwerkforscher Harald Katzmair betrieben wird. Im Rahmen der Organisationspsychologie unterscheidet man zwischen der Analyse von interorganisationalen und intraorganisationalen Netzwerken. Bei interorganisationalen Netzwerken werden Beziehungen zwischen Organisationen untersucht. Diese können sich auf den Austausch von Gütern und Dienstleistungen, bis hin zu personellen Verbindungen wie beispielsweise Mitgliedschaften in Aufsichtsräten und Vorständen beziehen. Intraorganisationale Netzwerke, also Netzwerke innerhalb einer Organisation, dagegen werden in der Regel als Operationalisierung der „informellen Organisation“ benutzt, und damit von der formal festgelegten Hierarchie unterschieden. Die Geschichtswissenschaft hat die SNA adaptiert und daraus die historische Netzwerkanalyse (HNA) abgeleitet.

## Geschichte
Die soziale Netzwerkanalyse wurde in ihren frühen Formen in den 1930er Jahren eingesetzt.  Ihren Durchbruch erzielte sie mit der Etablierung der Blockmodellanalyse durch den Harvard-Strukturalismus, welcher in der Begründung einer eigenen Forschungsrichtung mündete. Die Blockmodellanalyse beschreibt eine Methode, Akteure in „subsets“ (dt. Teilsatz, Untermenge) zu unterteilen, um anschließend Beziehungen, oder gegebenenfalls ein Fehlen dieser, zwischen den „subsets“ zu identifizieren. Mit dem Aufkommen moderner Softwareapplikationen zu Beginn der 1990er Jahre hat diese Methode in der Wissenschaft stark an Bedeutung gewonnen und erfreut sich seitdem zunehmender Beliebtheit.

## Formalisierung von Netzwerkstrukturen
Formale Repräsentationen ermöglichen graphentheoretische Interpretationen sozialer Netzwerke. Ein Netzwerk wird dargestellt als ein Graph mit einer abgegrenzten Menge von Knoten, welche die Akteure eines Netzwerkes repräsentieren und Kanten, welche die inhaltliche Bedeutung der Beziehung repräsentieren. Diese graphentheoretische Repräsentation ist besonders anschaulich. Für komplexere Analysen lässt sie sich kombinieren mit soziometrischen und algebraischen Verfahren. Das Netzwerk wird dann in eine Soziomatrix übersetzt, das heißt, in eine tabellarische Auflistung der Knoten und ihrer Beziehungen.

## Maßzahlen/Analyseverfahren

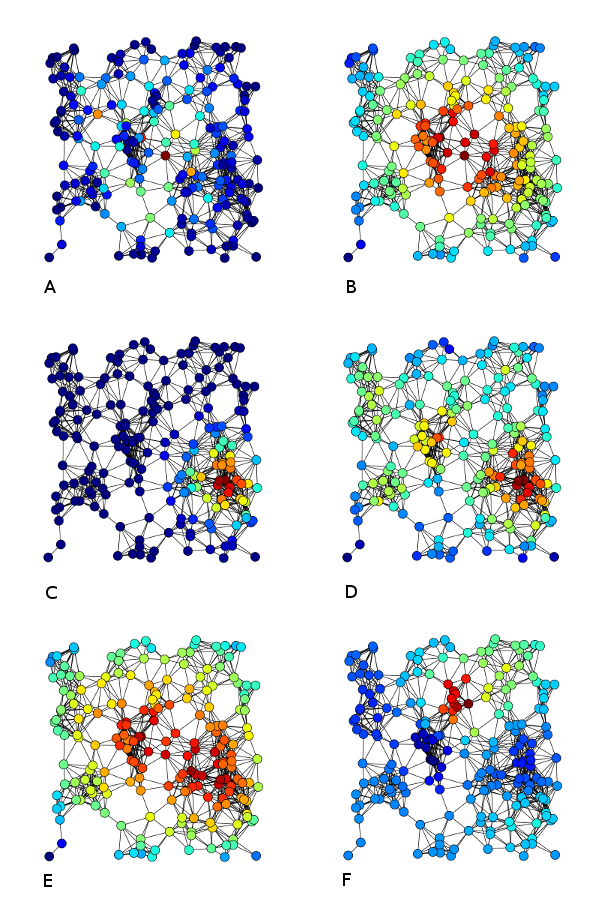
Zentralitätsberechnung A) Betweenness, B) Closeness, C) Eigenvector, D) Degree, E) Harmonic und F) Katz.

Die Netzwerkanalyse nutzt mehrere Verfahren, mit denen sich soziale Netzwerke analysieren und systematisch und quantifizierend beschreiben lassen. Somit können die Maßzahlen  helfen, komplexe Netzwerke  zu verstehen. Gemeinsam haben alle Maßzahlen, dass sie an der relativen Position einzelner Akteure in einem Netzwerk interessiert sind und nicht an bestimmten Attributen/Eigenschaften der Personen.
- Verfahren zur Zentralitätsberechnung (englisch Centrality): Diese zielen darauf ab, die wichtigsten, aktivsten und prominentesten Akteure in einem Netzwerk zu identifizieren. Dabei wird gemeinhin zwischen Gradzentralität, Zwischenzentralität und Nähezentralität von Akteuren unterschieden:
  - Gradzentralität (engl.: Degree): Die Gradzentralität drückt aus, wie viele Verbindungen (Relationen) ein Akteur zu anderen Akteuren des Netzwerkes hat. Man unterscheidet hierbei zwischen den von einem Akteur ausgehenden und auf einen Akteur gerichteten Verbindungen. Erstere werden als out-degree, letztere als in-degree bezeichnet. Durch diese Unterscheidung ergibt sich oft eine asymmetrische Soziomatrix, in der die Sender-Empfänger-Rollen nicht gleichmäßig verteilt sind. Die Gradzentralität veranschaulicht gut das Grundprinzip einer netzwerkanalytischen Vorgehensweise: Der Stellenwert eines Akteurs in einem Netzwerk wird auf der Basis von Beziehungen zu anderen Akteuren bestimmt, nicht aufgrund seiner individuellen Attribute. Allerdings ist die Gradzentralität manchmal kein guter Maßstab für die Stellung eines Akteurs im gesamten Netzwerk. Da lediglich die Verbindungen zu anderen Akteuren Berücksichtigung finden, werden Akteure mit vielen Verbindungen ("local heros") als zentraler gewertet als Akteure, die sich an kritischen/wichtigen Stellen des Netzwerkes befinden. Es muss allerdings kein Nachteil sein, wenn man nur mit zwei Akteuren in einem Netzwerk verbunden ist statt mit allen, diese zwei aber beispielsweise Zugang zu wichtigen Informationen bieten.
  - Zwischenzentralität (engl.: Betweenness Centrality): Diese Maßzahl berücksichtigt nicht nur die direkten, sondern auch die indirekten Beziehungen in einem Netzwerk, und erlaubt somit eine präzisere Operationalisierung mancher Fragestellungen. Mit der Zwischenzentralität wird ausgedrückt, über welchen Akteur beispielsweise die meisten Informationen in einem Netzwerk vermittelt werden, bzw. über wen die meiste Kommunikation läuft. Oft verbinden Akteure mit einer hohen Zwischenzentralität zwei an sich voneinander getrennte Teile eines Netzwerkes. Diese würden mit dem Wegfall des Akteurs als Bindeglied in zwei separate Teile zerfallen, die nichts mehr miteinander zu tun haben.
  - Nähezentralität (engl.: Closeness Centrality): Mit diesem Analyseverfahren misst man nicht nur die Verbindungen eines Akteurs zu unmittelbar naheliegenden Nachbarakteuren, sondern zu allen Akteuren des Netzwerkes. Die Nähezentralität wird auch als durchschnittliche Pfaddistanz eines Akteurs zu den anderen des Netzwerkes definiert. Hierzu summiert man zunächst die Pfaddistanzen eines Knoten zu allen anderen auf, die durchschnittliche „Nähe“ ist dann der Kehrwert dieser Summe.
- Dichte (engl.: Density): Ein  Maß zur Charakterisierung von Netzwerken oder Netzwerkteilen ist die Dichte. Sie ist ein Indikator für die gesamte Aktivität eines Netzwerkes. Dichte ist definiert als das Verhältnis der vorhandenen Beziehungen zur Anzahl maximal möglicher Beziehungen. Sie kann einen Wert zwischen 0 % (= es liegen keine Beziehungen vor) und 100 % (= es liegt die maximal mögliche Anzahl Beziehungen vor) annehmen. Die Anzahl maximal möglicher Beziehungen ergibt sich dabei aus der Anzahl Akteure in einem Netzwerk. Die Dichte ist auch Maß zur Selektivität des Netzwerkes. Mit der Größe eines Gesamtnetzwerkes steigt in der Regel der Selektionszwang: Je mehr Akteure sich in einem Netzwerk befinden, desto größer ist die Wahrscheinlichkeit, dass die Dichte in einem Netzwerk gering ist.
- Cliquenanalyse (engl.: Clique analysis): Solche Verfahren zielen darauf ab, ein Netzwerk in verschiedene Teilgruppen zu zerlegen. Es wird nach kohäsiven Subgruppen gesucht, also jenen Regionen eines Netzwerks, die intern besonders stark verbunden sind. Der Begriff der Clique wird dabei ähnlich verwendet wie in der Umgangssprache: Eine Clique ist eine Gruppe von mindestens drei Personen, die vollständig miteinander verbunden sind. Jedes Gruppenmitglied weist also mit allen anderen Mitgliedern eine direkte, ungerichtete Beziehung auf. Die inhaltliche Bedeutung des Cliquenkonzepts und verwandter Teilgruppenabgrenzungen liegt darin, das Konzept der „sozialen Gruppe“ graphentheoretisch zu formalisieren.
  - n-Cliquen: beschreiben eine weniger strenge Definition von Teilgruppen. Es werden auch solche Teilgruppen berücksichtigt, die durch indirekte Verbindungen zustande kommen. Die n-Clique besteht so aus allen Knoten, die höchstens n Knoten auseinanderliegen. Setzt man also n=1, ist man bei der „strikten“ Clique, wählt man dagegen höhere Werte (üblicherweise 2 oder 3), werden größere Verbundstrukturen erfasst.

## Untersuchungsgegenstand
Mit der sozialen Netzwerkanalyse lassen sich eine Vielzahl verschiedener Netzwerktypen untersuchen, bspw.:
- Kommunikationsnetzwerke umfassen den Informations- oder Wissensaustausch zwischen sozialen Akteuren.
- Evaluations- und Gefühlsnetzwerke umfassen Freundschaften, Vertrauensbeziehungen, aber auch Antipathie zwischen Akteuren.
- Transaktionsnetzwerke beschreiben den Transfer von Ressourcen (beispielsweise Arbeitsflussnetzwerke).

## Analysesoftware

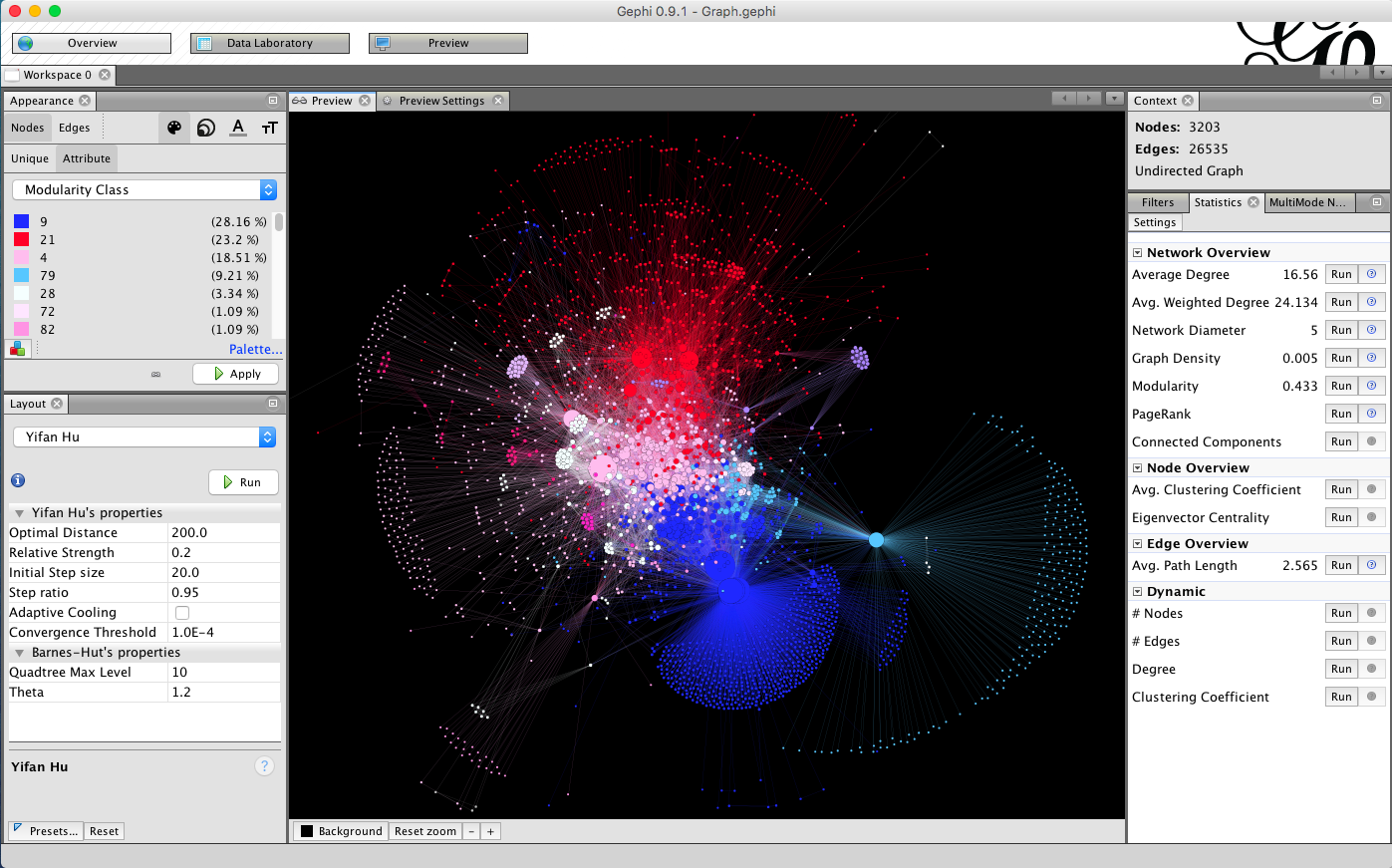
Gephi 0.9.1

- Pajek – Programm zur Analyse und Visualisierung von Netzwerken, das an der Universität Ljubljana entwickelt wurde.[9]
- UCINET – Softwarepaket zur Analyse sozialer Netzwerkdaten, das von Linton Freeman, Martin Everett and Steve Borgatti entwickelt wurde.[10]
- Gephi – Open-Source-Software zur Analyse und Visualisierung von Netzwerken.[8]
- MyNetworkmap – Online Tool zur Erhebung, Analyse und Visualisierung von Netzwerken.